# 나카노촌 (이바라키현 나카군)
나카노촌(中野村)은 이바라키현 나카군에 일찍이 존재했던 촌이다. 

## 지리
- 현재의 히타치나카시 중부에 해당한다.

## 역사
- 1889년 4월 1일 - 정촌제 시행에 의해 야나기사와촌, 헤타노촌, 나카네촌,히가시이시카와촌이 합병해 나카군 나카노촌이 성립하였다.
- 1940년 4월 29일 - 가쓰타촌, 가와타촌과 합병해 가쓰타촌이 성립하여, 동일 나카노촌은 폐지되었다.

## 인구
- 1891년 3,174
- 1920년 3,362
- 1935년 3,434

## 교통

### 철도
- 미나토 철도
  - 히타치나카 해변철도

## 참고문헌
- 角川日本地名大辞典編纂委員会『角川日本地名大辞典 8 茨城県』、角川書店、1983年 ISBN 4040010809